# Jo de Leeuw (voordrachtskunstenaar)
Johan (Jo) de Leeuw (Schoorldam, 20 december 1905 - 17 september 1993), was een Nederlands voordrachtskunstenaar. In de jaren 30 van de 20e eeuw vormde huisschilder De Leeuw met teksten van de Alkmaarse schrijver Nico Splinter samen met slagersknecht Wim Lakeman  het duo "Wi-Jo" na een zeer succesvol optreden als tante Saar en tante Sien op een feestavond van de plaatselijke voetbalvereniging. Tijdens de oorlogsjaren werd enkele jaren gestopt omdat beiden niet de verklaring van de Kultuurkamer wilden tekenen. Na 21 jaar samenwerking ging Jo de Leeuw vanaf 1956 alleen door als de West-Friese kwebbeltante "Tante Saar". Met deze rol had hij veel succes, met diverse optredens voor de radio.  Hij bleef tot op hoge leeftijd actief en debuteerde op bijna 70-jarige leeftijd in november 1975 nog met enig succes op de nationale televisie. Van Jo de Leeuw zijn weinig teksten bewaard gebleven, omdat hij niets opschreef. Zijn vrouw Ans volgde hem bij optredens en vertelde hem na afloop waar de mensen het hardst om moesten lachen. Jo de Leeuw onthield dit en bouwde op deze wijze aan zijn repertoire.
Naast cabaretier was Jo de Leeuw medeoprichter en  van 1935 tot 1955 voorzitter van de voetbalclub Schoorl. Ook was hij 20 jaar gemeenteraadslid en enkele jaren wethouder van Schoorl in de jaren 50 en 60. Tevens was De Leeuw als blazer bij diverse orkesten in Noord-Holland actief. In 1964 ontving de Leeuw voor zijn maatschappelijke verdiensten de Gouden Eremedaille, verbonden aan de Orde van Oranje-Nassau.

## Conferences
- Van de warme bakker en snibbige Aal
- Klaas Bobeldoik en Merantje Nap nei Artis
- Klaas en Leentje bij de Rederoikersclub
- Zonder moeders naar Amsterdam
- Eten boi hek

## Bijzonderheden
- Jo de Leeuw werd geboren in hotelcafé 's Lands Welvaren te Schoorldam in hetzelfde jaar dat daar ook Pablo Picasso logeerde en er onder meer Les trois Hollandaises schilderde. Romantici suggereren weleens dat Jo's moeder Maartje de Ruiter model stond voor Picasso's La Belle Hollandaise en dat hij de vader van Jo zou kunnen zijn, verwijzend naar Jo's artistieke talenten, zijn populariteit bij de meisjes en de opmerkelijke uiterlijke gelijkenis met de kunstschilder op latere leeftijd. Echter Jo was veel langer dan Picasso, hij werd geboren in december 1905, terwijl Picasso in mei en juni in Schoorl verbleef. Daarnaast trouwde Jo weliswaar pas op 38-jarige leeftijd met de toen pas 19-jarige Ans Boon, maar zij bleven daarna tot het overlijden van de Leeuw bijna 50 jaar onafscheidelijk. Veel meer voor de hand ligt dat Jo zijn artistieke inspiratie opdeed van kunstenaars van de Bergense School als Matthieu Wiegman en Piet Wiegman, Charley Toorop en Frans Huysmans die rond de jaren 20 van de 20e eeuw stamgasten waren in 's Lands Welvaren. Legendarisch waren hun "kaartavonden", die echter veelal overdag plaatsvonden. De kastelein plakte dan de ramen af met krantenpapier en liet zijn zoon Jo in het schemerdonker piano spelen zodat toch de vereiste sfeer ontstond.
- Na 10 jaar raadslidschap werd Jo de Leeuw door Schoorls Belang op een onverkiesbare plaats gezet. Jo richtte een eigen partij Algemeen Belang Schoorl op en behaalde daarmee 3 zetels in de gemeenteraad. Daarna was hij een jaar wethouder en korte tijd locoburgemeester en bleef nog 10 jaar tot zijn zeventigste actief in de gemeentelijke politiek.